# Rodelstraße
Eine Rodelstraße (Schlittelstrasse im Schweizer Hochdeutsch) ist ein Straßenzug, der bei ausreichender Schneelage für den Durchgangsverkehr gesperrt und bei dem der Winterdienst ausgesetzt wurde oder wird, um Kindern das Schlittenfahren zu ermöglichen. Hier nicht gemeint sind Rodelstraßen, die nicht (unbedingt) als solche genutzt werden, sondern einfach so („Rodelstraße“) heißen.

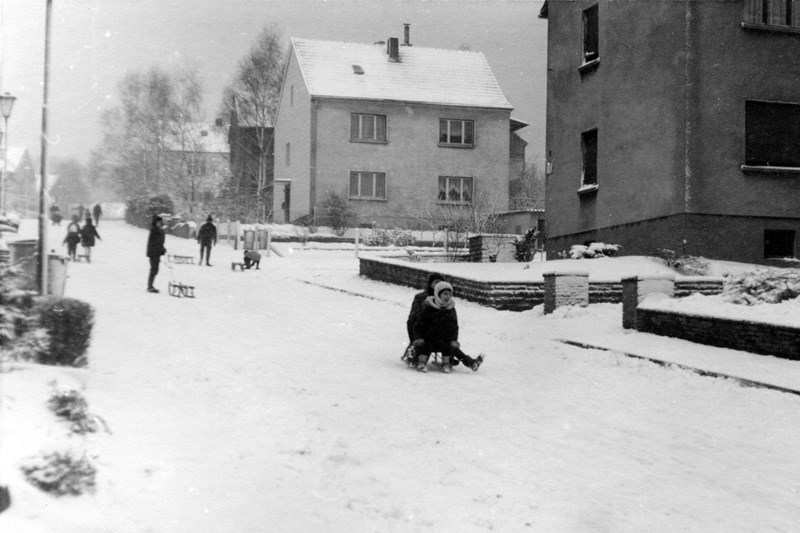
Rodelstraße in Saarbrücken in den 1960er Jahren

Beispiele für Rodelstraßen in Deutschland:
- Straße „Am Steinbachsgraben“ in Kirchhain[1]
- Gemeindestraße zwischen Leienfels und Graisch in Pottenstein[2]
- Straße am Landhaus Sundern in Tecklenburg[3]
- Wiltinger Weg und Siebenbürger Weg in Saarbrücken

 Beispiele für Rodelstraßen in Österreich:
- verschiedene Rodelstraßen in Wien
- Die Goethestraße in Perchtoldsdorf[4]
- Die Viehtrift in Stixneusiedl in der Marktgemeinde Trautmannsdorf an der Leitha[5]

 Beispiele für Schlittelstrassen in der Schweiz:
- verschiedene Strassen in Luzern[6]
- Strasse über den Albulapass zwischen Preda und Bergün